# ترس (فیلم ۱۹۸۳)
ترس (آلمانی: Angst) فیلمی تریلر روان‌شناختی و زندگی‌نامه ای به کارگردانی جرارلد کارگل محصول سال ۱۹۸۳ اتریش می‌باشد. این فیلم توسط زبیگنیف ریپچینسکی فیلمبرداری و تدوین شده‌است. داستان واقعی فیلم در بارهٔ کشتار جمعی سادیسمی ورنر کنیسه است.

## داستان
یک جانی سادیسمی (اروین لدر) به تازگی بعد از ده سال از زندان آزاد می‌شود و به دنبال پیدا کردن طعمه است…

## انتشار
فیلم در سال ۱۹۸۳ به دلیل خشونت آشکار در تمام اروپا ممنوع شد.
سر انجام در سال ۲۰۱۲ به صورت بلوری در فرانسه و آلمان منتشر شد. همچنین فیلم در سال ۲۰۱۵ در ایالات متحده و کانادا پخش شد و سپس به صورت بلو-ری منتشر شد.

## موسیقی
موسیقی معروف فیلم توسط موسیقیدان سرشناس آلمانی کلاوس شولتز ساخته شده‌است.